# Rubeši
Rubeši est une localité de Croatie située dans la municipalité de Kastav, dans le comitat de Primorje-Gorski Kotar. En 2001, la localité comptait 1 722 habitants.

## Démographie
| 1948 | 1953 | 1961 | 1971 | 1981 | 1991  | 2001  |
| ---- | ---- | ---- | ---- | ---- | ----- | ----- |
| 307  | 340  | 385  | 464  | 860  | 1 627 | 1 722 |